# 日本テレビ小鳩文化事業団
公益財団法人日本テレビ小鳩文化事業団（こうえきざいだんほうじんにほんテレビこばとぶんかじぎょうだん）は、福祉および文化振興事業を行う日本の公益財団法人である。
日本テレビ放送網（日本テレビ）が主体となって設立された日本テレビ系列愛の小鳩事業団（通称：愛の小鳩事業団）と、日本テレビ放送網文化事業団の両公益財団法人を合併するかたちで、2012年4月2日に設立された。

## 活動概要

### 福祉事業
視覚・聴覚障害者のための福祉事業を中心に活動を展開している。毎週土曜日の午後に手話スクール（1975年に日本で初めて設立）を日本テレビ麹町分室で開講しているほか、視聴覚障害者へ点字カレンダーの無償配布（日本点字図書館との共同制作・配布 / 地方へは日本テレビ系列局を通じて配布）、南太平洋諸国で眼科の巡回診療（1982年より）、聴力言語障害児の早期発見に関する講演・相談など、さまざまな活動を行っている。
また、角膜移植・再生技術、聴覚障害児の学習活動、障害者の援助のための人材育成活動といった事業への助成も行っている。
テレビ放送番組との関連では、日本テレビ系列で毎週日曜日に放送されるニュース番組『NNNニュースサンデー』にて、当財団の協力により手話放送を行っている。また、『笑点』のチャリティーカレンダー「笑点暦」の売上の一部が当財団に寄付されている。さらに、毎年8月下旬の『24時間テレビ』では一部の回を除き、グランドフィナーレで『サライ』の合唱に合わせて、当財団の「手話コーラス部」が手話によるコーラスを披露している。
また当財団提供のラジオ番組として、視覚障害に関する情報番組『小鳩の愛 〜eye〜』を2014年4月より放送している（アール・エフ・ラジオ日本と北日本放送の2局ネット）。

### 文化事業
文化の振興・交流を目的として、音楽・演劇等各種公演や展覧会の主催・助成、文化関係の資料収集・調査、出版物の刊行といった活動を展開している。
海外からの音楽家を招いたコンサートの主催や、「天平楽府」の雅楽公演主催、高円宮杯全日本中学校英語弁論大会への助成、国際日本語普及協会の活動への助成、「想いでの詩コンサート」主催（2008年より）などを行っている。また、隔週土曜日には俳句塾を開講している（2009年より）。

## 前身団体

### 日本テレビ系列愛の小鳩事業団
財団法人日本テレビ系列愛の小鳩事業団（ざいだんほうじんにほんテレビけいれつあいのこばとじぎょうだん）は、日本テレビの開局20周年を記念して、日本テレビおよび系列局の讀賣テレビ放送、札幌テレビ放送、中京テレビ放送、福岡放送によって1974年に設立された（2010年には公益財団法人へ移行）。設立趣旨は「テレビを享受できない目と耳の不自由な方々を支援する」というものであった。
日本テレビでかつて放送された演芸番組『やじうま寄席』では、ワンコーナー『やじうまオークション』での売上金を、愛の小鳩事業団へ寄付した。変わったところでは、バラエティ番組『ダウンタウンのガキの使いやあらへんで!』の「七変化」企画の「罰金」として集められたお金も、最終的には愛の小鳩事業団への寄付金となっており、これは団体統合後も継続して行っている。

### 日本テレビ放送網文化事業団
財団法人日本テレビ放送網文化事業団（ざいだんほうじんにほんテレビほうそうもうぶんかじぎょうだん）は、日本テレビを主体として1976年に設立された（2011年には公益財団法人へ移行）。設立趣旨は「文化の普及、交流、振興に努め、テレビの枠ではとらえきれない事業を行う」というものであった。
設立以来、「フランス美術賞展」や「世界児童画展」などの展示イベント主催、コンサートや演劇等公演の主催・助成事業、文化に関わる資料収集・調査事業が実施された。

## 沿革
- 1974年10月31日：財団法人日本テレビ系列愛の小鳩事業団設立。
- 1976年11月25日：財団法人日本テレビ放送網文化事業団設立。
- 2010年4月1日：日本テレビ系列愛の小鳩事業団が公益財団法人へ移行。
- 2011年4月1日：日本テレビ放送網文化事業団が公益財団法人へ移行。
- 2011年9月：愛の小鳩事業団と文化事業団の新規合併を内閣府へ申請。
- 2012年4月2日：公益財団法人日本テレビ小鳩文化事業団設立。

## 基本財産
すべて投資有価証券によるもの。
- 日本テレビ放送網（株式855,700株）
- 読売中京FSホールディングス（株式7,531,427株）
- テレビ岩手（株式149,000株）
- 宮城テレビ放送（株式108,000株）
- 福島中央テレビ（株式20,000株）
- 広島テレビ放送（株式20,000株）
- 鹿児島讀賣テレビ（株式1,400株）
- アール・エフ・ラジオ日本（株式278,910株）